# Abus de pouvoir
Pour les articles homonymes, voir Abus de pouvoir (homonymie).
 (novembre 2020).
Si vous disposez d'ouvrages ou d'articles de référence ou si vous connaissez des sites web de qualité traitant du thème abordé ici, merci de compléter l'article en donnant les références utiles à sa vérifiabilité et en les liant à la section « Notes et références ».
L'abus de pouvoir est une agression perpétrée par un individu au détriment d'autrui. Il s'agit d'une violence interpersonnelle qui est souvent cachée et qui se produit dans des endroits où l'on devrait être en sécurité. L'agresseur usurpe illégitimement un pouvoir et cause de ce fait des nuisances et préjudices. 
Il peut s’agir de l’exercice excessif d’un pouvoir conféré par un statut ou de l’utilisation de la position de faiblesse d’une personne pour en tirer un avantage.
Il est parfois un abus d'autorité, c'est-à-dire une infraction commise par des membres d'une autorité ou d'une administration qui abusent de leur pouvoir, notamment pour se procurer un avantage ou nuire à autrui.
Le détournement de pouvoir est un cas d'abus de pouvoir impliquant qu'une autorité publique utilise ses pouvoirs à des fins autres que celle pour laquelle ils lui ont été confiés.
L'abus de droit est une forme d'abus de pouvoir.
Lorsqu'une autorité ne donne pas les suites appropriées à un abus de pouvoir préjudiciable qui lui a été formellement signalé, il en résulte un déni de justice et une violation des droits fondamentaux.  Il s'agit d'une forme de corruption institutionnelle passant sous le radar.

## Par pays

### Détournement de pouvoir en droit administratif français
En droit administratif français, le détournement de pouvoir est, selon le Conseil d'État une « illégalité consistant, pour une autorité administrative, à mettre en œuvre l'un de ses pouvoirs dans un but autre que celui pour lequel il lui a été confié (en poursuivant par exemple un intérêt purement personnel, ou un but exclusivement financier) ». Cette grave illégalité est sanctionnée par les tribunaux de l'ordre administratif par la procédure du recours en exces de pouvoir (REP).
Le détournement de pouvoir a été caractérisé pour la première fois dans la jurisprudence administrative française par l'arrêt Pariset de 1875 : Un préfet avait tenté d'éviter à l'État un versement d'indemnités à un établissement en demandant la fermeture de celui-ci pour une raison de salubrité. Le Conseil d'État avait alors jugé que le préfet avait usé de ses pouvoirs « pour un objet autre que celui à raison desquels ils lui étaient confiés » et annulé la fermeture illégale.

### Abus d'autorité en droit pénal suisse
Le Code pénal suisse punit l'abus d'autorité :

« Les membres d’une autorité et les fonctionnaires qui, dans le dessein de se procurer ou de procurer à un tiers un avantage illicite, ou dans le dessein de nuire à autrui, auront abusé des pouvoirs de leur charge, seront punis d’une peine privative de liberté de cinq ans au plus ou d’une peine pécuniaire. »

En 2019, le Tribunal fédéral a rappelé qu'un fonctionnaire « se doit d’adopter un comportement qui inspire le respect et soit digne de confiance, pendant et hors de son travail » et que (vu leurs pouvoirs) les policiers doivent « être eux-mêmes irréprochables ».

### Aux États-Unis
L'abus de pouvoir n'est pas un crime fédéral codifié aux États-Unis. Ce chef d'accusation est utilisé dans plusieurs procédures d'impeachment, notamment en ce qui concerne les présidents Richard Nixon, Bill Clinton et Donald Trump.

## Par institution supranationale

### Détournement de pouvoir en droit communautaire
Le détournement de pouvoir en droit européen est une notion proche de celle du droit français. C'est ainsi que Tribunal de première instance des communautés européennes rappelle que « la notion de détournement de pouvoir se réfère au fait, pour une autorité administrative, d’avoir usé de ses pouvoirs dans un but autre que celui en vue duquel ils lui ont été conférés. Une décision n’est entachée de détournement de pouvoir que si elle apparaît, sur la base d’indices objectifs, pertinents et concordants, avoir été prise pour atteindre des fins autres que celles excipées ».
Le détournement de pouvoir est l'un des quatre cas d'annulation des actes communautaires prévus par l'article 263 du traité instituant la Communauté européenne[réf. nécessaire]. Le Conseil des ministres, la Commission et tout État membre, de même que le Parlement européen depuis le traité de Nice, peuvent saisir la Cour de justice des communautés européennes d'un recours en annulation contre un acte communautaire qui constituerait un détournement de pouvoir.